# El Faro (Schiff)
Die El Faro war ein ConRo-Schiff der in Jacksonville ansässigen Reederei TOTE Maritime, das 1975 in Dienst gestellt wurde. Am 1. Oktober 2015 verschwand das Schiff in der Nähe von Crooked Island im Hurrikan Joaquin, nachdem es zuvor mit Wassereinbruch und 15 Grad Schlagseite um Hilfe gefunkt hatte. Am 5. Oktober 2015 wurde das Schiff mit seinen 33 Besatzungsmitgliedern als gesunken gemeldet.

## Dienstzeit
Die El Faro wurde bei Sun Shipbuilding in Chester, Pennsylvania, als RoRo-Schiff für die Navieras de Puerto Rico Steamship Company gebaut und 1975 als Puerto Rico in Dienst gestellt. Das Schiff war eines einer aus zehn Einheiten bestehenden Serie, die zwischen 1967 und 1977 auf der Werft gebaut wurde. Die Schiffe unterschieden sich teilweise etwas voneinander, waren aber dennoch zu einer Klasse zusammengefasst. Die Puerto Rico wurde als siebtes Schiff der Serie gebaut.
1991 wurde das Schiff an Totem Ocean Trailer Express in Seattle verkauft. Das in Northern Lights umbenannte Schiff wurde 1992–1993 auf der Werft Atlantic Marine verlängert. Totem Ocean Trailer Express setzte es in erster Linie zwischen Tacoma, Washington und Anchorage, Alaska, ein. 2003 transportierte es für die US-Regierung Militärequiment in den Irakkrieg.
2005–2006 wurde es zum ConRo-Schiff umgebaut und in der Folge als El Faro von seinem letzten Betreiber Sea Star Line mit Sitz in Jacksonville eingesetzt. Heimathafen des Schiffes war seit Februar 2006 San Juan, die Hauptstadt Puerto Ricos. Das Schiff fuhr einige Jahre in Charter zwischen der US-Ostküste und dem Mittleren Osten, bevor es 2008 aufgelegt wurde. Bis auf kürzere Einsatzzeiten blieb das Schiff bis Ende 2013 aufgelegt. Ab Mai 2014 wurde es zwischen Jacksonville und San Juan eingesetzt.
Zum Zeitpunkt seines Verschwindens war das Schiff mit 391 Containern, 267 Fahrzeugen und weiteren Packstücken beladen. An Bord der El Faro befanden sich 33 Besatzungsmitglieder, die 27-köpfige Stammbesatzung und sechs zusätzliche Seeleute. Bei der Schiffsbesatzung handelte es sich um 28 US-Amerikaner und fünf Polen.

## Technische Daten und Ausstattung
Das Schiff wurde von zwei General-Electric-Dampfturbinen angetrieben, die über Getriebe auf einen Festpropeller wirkten. Die Turbinen trieben auch die Generatoren zur Stromerzeugung an. Zusätzlich stand ein von einem Detroit Dieselmotor angetriebener Notgenerator zur Verfügung.
Das Schiff verfügte über fünf RoRo-Laderäume mit drei (Laderaum 1 bis 4) bzw. zwei (Laderaum 5) Decks. Die Laderäume waren im Schiff und die einzelnen Decks über interne Rampen miteinander verbunden. Ursprünglich waren die Laderäume über Rampen vom Deck aus zugänglich. Laderaum 3 war außerdem über eine seitliche Zufahrt auf der Steuerbordseite zugänglich, die mit einem Tor verschlossen war. Beim Umbau des Schiffes zum ConRo-Schiff 2005–2006 wurden die Rampen vom Wetterdeck aus verschweißt. Die Laderäume waren nun nur noch über die seitliche Zufahrt zugänglich. An Deck standen Stellplätze für Container zur Verfügung. Hier konnten jeweils bis zu zwölf Container nebeneinander und bis zu fünf Container übereinander geladen werden. Die Containerkapazität betrug 1.414 TEU. Das Schiff konnte 20-, 40-, 45-, 48- und 53-Fuß-Container befördern. In den Laderäumen konnten 733 Pkw bzw. 216 Trailer geladen werden.
Die Decksaufbauten befanden sich im hinteren Drittel des Schiffes. An Bord standen insgesamt 34 Kabinen zur Verfügung.

## Havarie

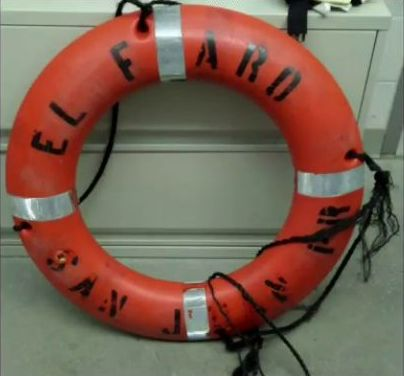
Geborgener Rettungsring der El Faro

Die El Faro brach am 29. September 2015 zu einer Fahrt von Jacksonville nach Puerto Rico auf, wo sie am 2. Oktober um 05 Uhr Ortszeit eintreffen sollte. Am Morgen des 1. Oktobers geriet das Schiff im Hurrikan Joaquin in Seenot und setzte daraufhin Hilferufe ab. Laut dem letzten abgegebenen Hilferuf der El Faro hatte das antriebslose Schiff Wassereinbruch und 15 Grad Schlagseite, sei jedoch weiterhin unter Kontrolle.
Die US-Küstenwache suchte seit dem 2. Oktober nach dem verschollenen Schiff, nachdem zuvor bereits Wetterflugzeuge nach ihm gesucht hatten. Am 3. Oktober wurde ein Rettungsring der El Faro gefunden. Weitere Trümmerteile sowie ein Rettungsboot folgten kurze Zeit später. Am 5. Oktober 2015 wurde die Suche nach dem Schiff eingestellt, nachdem zuvor die Leiche eines Besatzungsmitglieds gefunden worden war. Die Küstenwache ging davon aus, dass die El Faro gesunken war. An der vermutlichen Untergangsstelle fand die Küstenwache ein auf der Wasseroberfläche treibendes Trümmerfeld mit einer Ausdehnung von etwa 583 Quadratkilometern.

## Untersuchung
Am 31. Oktober 2015 meldete die US-Verkehrssicherheitsbehörde NTSB, dass die Besatzung des Hochseeschleppers Apache der US-Marine mit einem Sonargerät ein Wrack in einer Tiefe von mehr als 4500 Metern ortete. Dabei sollte es sich um die El Faro handeln. Um den Fund zu bestätigen, sollte das Wrack mit dem ferngesteuerten Tiefseeroboter CURV 21 der U.S. Navy Supervisor of Salvage and Diving (SUPSALV) genauer untersucht werden.
Am 3. Januar 2016 wurden Bilder und ein Video der US-Küstenwache veröffentlicht, auf denen das rund 20 Seemeilen nordöstlich von Samana Cay in 4.669 bis 4.719 Meter Tiefe liegende Wrack der El Faro zu sehen ist. Die Bilder wurden am 29. Dezember 2015 durch ein ROV (ferngesteuertes Fahrzeug) der USNS Apache aufgenommen. Sie zeigen ein großes Loch im Rumpf sowie dass zumindest ein großer Teil der Brücke abgerissen ist und in etwa 800 Meter Entfernung liegt. Erst am 26. April 2016 wurde der Hauptmast mit dem daran befestigten Schiffsdatenschreiber lokalisiert.
Im August 2016 gab das National Transportation Safety Board bekannt, dass der Daten-Rekorder ins Labor überstellt und ausgelesen werden konnte. Es sind etwa 26 Stunden an Informationen vorhanden.
Im März 2018 veröffentlichte das NTSB einen abschließenden Bericht. Darin wird als Hauptgrund des Unglücks die Entscheidung des Kapitäns der El Faro genannt, dem Sturm nicht auszuweichen; auch habe er nicht alle zur Verfügung stehenden Wetterinformationen genutzt. Weiterhin wird die Praxis kritisiert, bei älteren Schiffen keine Umrüstung auf geschlossene Rettungsboote zu fordern. Außerdem werden Versäumnisse der Eigner bei Wartung und Management festgestellt.

## In den Medien
Der Untergang wurde in der 2. Staffel der US-amerikanischen Doku-Serie In Seenot in der Folge „Verloren im Hurrikan“ (Original: „Disasters at Sea“, „Storm Watch“) thematisiert.
Auf YouTube findet sich ein Vielzahl an Videos zur Untergang des Schiffes, am populärsten davon „Disastrous Indifference: The Loss of SS El Faro“ vom US-amerikanischen Kanal Brick Immortar (Stand November 2024: 3,8 Mio. Aufrufe) und  „The Catastrophic Loss of SS El Faro“ des australischen Kanals „Oceanliner Designs“ (Stand November 2024: 201.547 Aufrufe).